# Кетфишинг

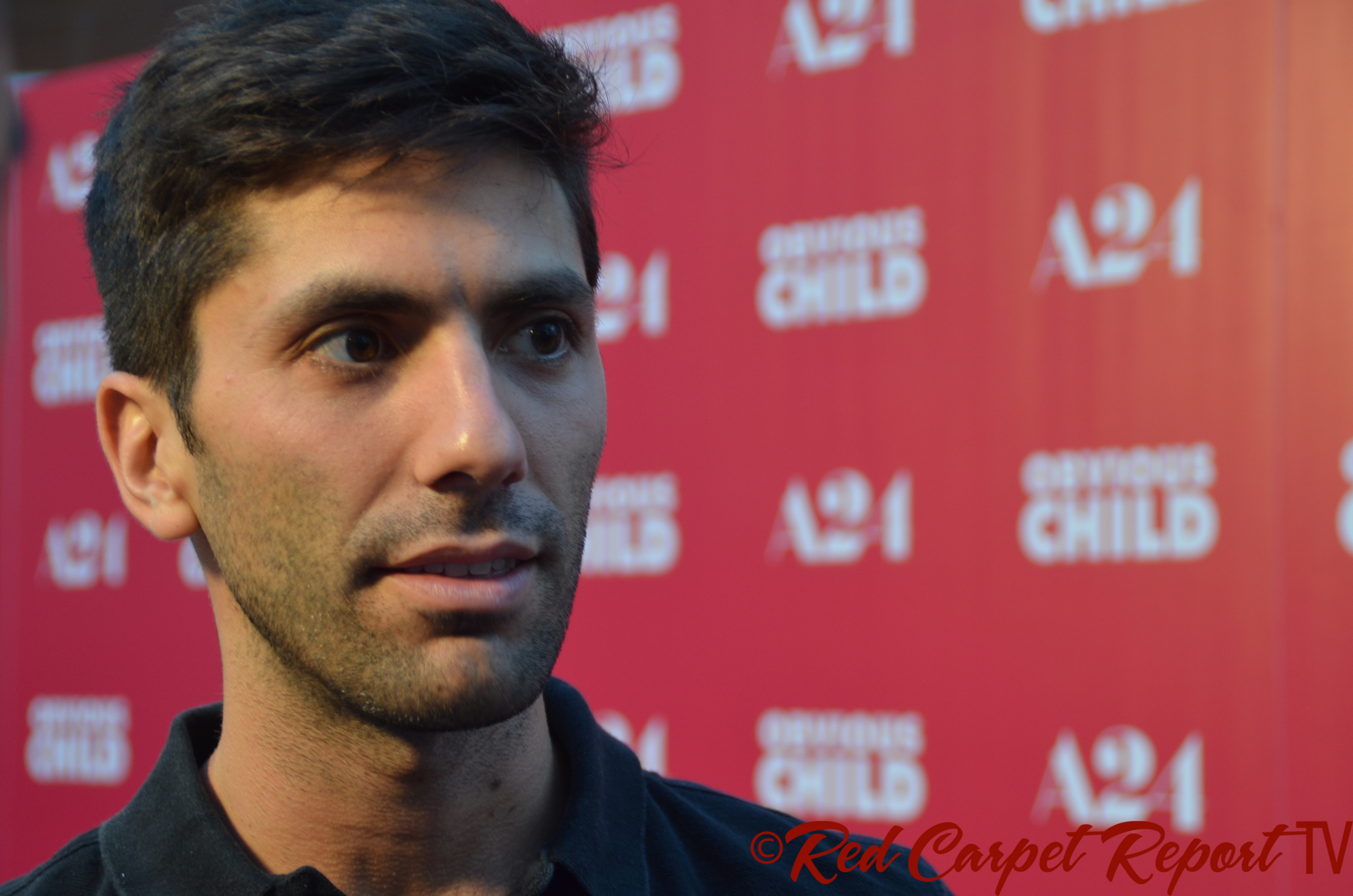
Нев Шульман, ведущий и исполнительный продюсер Catfish: The TV Show.

Кетфишинг (с англ. catfish — «сом», дословно «ловля сома», «рыбалка на сома») — это вид мошенничества, когда человек создает вымышленный ложный аккаунт или страницу в социальных сетях или сайтах знакомств, обычно нацеливаясь на конкретную жертву. Эта практика может использоваться для получения финансовой выгоды, чтобы как-то скомпрометировать жертву, как способ намеренно огорчить жертву или для исполнения желания.
О кетфишинге были созданы телевизионные шоу, в которых часто фигурировали жертвы, желавшие найти мошенника. Целями злоумышленников также становились знаменитости, что привлекло внимание печати к явлению кетфишинга.

## История
Современный термин происходит от американского документального фильма Catfish (в российской адаптации — Как я дружил в социальной сети) 2010 года. Документальный фильм рассказывает о Неве Шульмане, исполнительном продюсере, как жертве кетфишинга. Он строил отношения с, как он считал, 19-летней девушкой со Среднего Запада Соединенных Штатов. Женщина, с которой он общался, на самом деле была 40-летней домохозяйкой. В документальном фильме мужчина сравнивает поведение женщины с мифическим использованием рыбы сом во время транспортировки живой трески. Миф состоит в том, что треску доставляли вместе с сомом в тех же резервуарах, чтобы поддерживать активность трески, обеспечивая качество трески, тогда как при транспортировке отдельно треска становилась бледной и вялой. Этот миф возник в художественной литературе Генри Невинсона (1913, Очерки восстания) и Чарльза Марриотта (1913, Сом).
Термин кетфишинг стал более известен в течение следующего десятилетия благодаря телевизионному сериалу, следовавшему за главной звездой фильма, Янивом (Невом) Шульманом, помогавшим другим людям исследовать их возможные ситуации с кетфишингом .
Этот термин также приобрел популярность во время инцидента с участием футбольной звезды Университета Нотр-Дам Манти Тео в 2013 году.